# Tropa de Elite 2
Tropa de Elite 2 is een Braziliaanse actiefilm uit 2010, geproduceerd en geregisseerd door José Padilha. Het is een vervolg op de Tropa de Elite, een film uit 2007. In de actiefilm staan sloppenwijken in Rio centraal. In de sloppenwijken strijden de politie en het leger tegen de drugsbendes. De film ging in Brazilië in première op 8 oktober 2010.

## Samenvatting
Na een keiharde inval van de BOPE in de High-Security Penitentiary Bangu 1 in Rio de Janeiro om een opstand van gevangenen te koestern, worden de luitenant-kolonel Roberto Nascimento en de tweede commandant, kapitein André Matias, beschuldigd door Diogh Fraga, lid van het Human Right Aids-team. van executie van gevangenen. Matias wordt overgebracht naar de corrupte militaire politie en Nascimento wordt door de gouverneur vrijgesproken van de BOPE. Vanwege de toenemende populariteit van Nascimento, nodigt de gouverneur hem uit om samen te werken met het inlichtingengebied van de minister van Veiligheid. Door de jaren heen is Fraga, die getrouwd is met de voormalige echtgenote van Nascimento, verkozen tot staatsvertegenwoordiger.
Rafael, de zoon van Nascimento, heeft problemen met zijn biologische vader. Ondertussen verdrijven Nascimento en de BOPE de drugsdealers uit verschillende sloppenwijken.
Maar een andere vijand doet zich voor: de militie onder leiding van majoor Rocha en gesteund door de gouverneur, de minister van Veiligheid en politici die geïnteresseerd is in stemmen(politiek). Nascimento wordt gemanipuleerd om deze groep te helpen, de criminelen te overwinnen in de sloppenwijken en arme gemeenschappen; dan is de corrupte groep politieagenten vrij om de arme bevolking te exploiteren.
De drugsbendes in Rio de Janeiro hebben het in de stad voor het zeggen. Kapitein Roberto Nascimento wordt commandant van de politie elite-eenheid BOPE. 

## Korte Geschiedenis
Tropa de Elite 2 is de opvolger van de succesvolle film Tropa de Elite (2007) de eerste film won maar liefs dertig internationale prijzen waaronder de Gouden Beer op het Filmfestival van Berlijn 2008. In 2010 werd het in Brazilië de beste bezochte film ooit.
In beide film is de hoofdpersonage “Nascimento’’ (Wagner Moura)

## Rolverdeling
| Acteur           | Personage                   |
| ---------------- | --------------------------- |
| Wagner Moura     | Lt. Col. Roberto Nascimento |
| Irandher Santos  | Diogo Fraga                 |
| André Ramiro     | Cap. André Matias           |
| Milhem Cortaz    | Lt. Col. Fábio              |
| Maria Ribeiro    | Rosane                      |
| Seu Jorge        | Beirada                     |
| Sandro Rocha     | Major Rocha aka Russo       |
| Tainá Müller     | Clara                       |
| Abdré Mattos     | Fortunato                   |
| Pedro van-Held   | Rafeal                      |
| Adriano Garib    | Guaracy                     |
| Julio Adriao     | Governador Gelino           |
| Rodrigo Candelot | Formoso                     |